# Joseph Kitchin
Joseph Kitchin (1861 – 1932) fue un empresario y estadístico británico. En su análisis de las tasas de interés y otros datos económicos del Reino Unido y los Estados Unidos, encontró pruebas de la existencia de un ciclo económico corto, de unos cuarenta meses (denominado en su honor ciclo de Kitchin), que explicaba la existencia de las crisis cíclicas del sistema económico capitalista. Sus publicaciones condujeron a otras teorías acerca de los ciclos económicos y las crisis cíclicas, como las de Nikolái Kondrátiev, Simon Kuznets y Joseph Schumpeter. El hecho de que la fecha de su artículo más importante sea 1923, seis años antes de la crisis de 1929 lo hace particularmente significativo.